# ベンのテーマ〜ベスト・オブ・マイケル・ジャクソン
『ベンのテーマ〜ベスト・オブ・マイケル・ジャクソン』はアメリカ合衆国の歌手、マイケル・ジャクソンのベスト・アルバム。

## 解説
タイトル曲『ベンのテーマ』を初めとする、マイケル・ジャクソンの楽曲（モータウン在籍時）とジャクソン5の楽曲で構成されている。
もともと、このアルバムは『ベンのテーマ』がTBS系日曜劇場『あいくるしい』の主題歌に使われたことから同番組のサウンドトラックと同時に発売された。

## 収録曲
1. ベンのテーマ - テレビドラマ『あいくるしい』主題歌
2. さよならは言わないで
3. ガット・トゥ・ビー・ゼア
4. 帰ってほしいの
5. ABC
6. 小さな経験
7. アイル・ビー・ゼア
8. キミはボクのマスコット
9. 愛に追われて
10. イッツ・グレイト・トゥ・ビー・ヒア
11. ママの真珠
12. シュガー・ダディ
13. ダーリング・デア
14. アイ・キャン・オンリー・ギヴ・ユア・ラヴ
15. ロッキン・ロビン
16. マイ・リトル・ベイビー
17. ガール・ドント・テイク・ユア・ラヴ
18. ラヴ・ソング
19. フェアウェル・マイ・サマー・ラヴ
20. 想い出の一日
21. ダンシング・マシーン
22. ウィア・オールモスト・ゼア
23. サンタが町にやってくる - 映画『交渉人 真下正義』エンディング・テーマ（ボーナストラック）